# Walk Among Us
Walk Among Us är ett musikalbum av The Misfits släppt i mars 1982. 
Walk Among Us var det första fullängdsalbumet av Misfits som gavs ut. De hade dock redan spelat in två tidigare album, Static Age och 12 Hits from Hell, varav Static Age givits ut vid ett senare tillfälle.

## Låtlista
Sida A
1. "20 Eyes" (Danzig) – 1:45
2. "I Turned Into A Martian" (Danzig) – 1:41
3. "All Hell Breaks Loose" (Danzig) – 1:47
4. "Vampira" (Danzig) – 1:26
5. "Nike A Go Go" (Danzig) – 2:16
6. "Hate Breeders" (Danzig) – 3:08
7. "Mommy, Can I Go Out And Kill Tonight?" (live) (Danzig)

Sida B
1. "Night Of The Living Dead" (Danzig) – 1:57
2. "Skulls" (Danzig) – 2:00
3. "Violent World" (Danzig) – 1:46
4. "Devils Whorehouse" (Danzig) – 1:45
5. "Astro Zombies" (Danzig) – 2:14
6. "Braineaters" (Danzig) – 0:56

## Medlemmar
- Glenn Danzig, sång, gitarr på "Vampira", "Devil's Whorehouse" och "Astro Zombies".
- Jerry Only, bas
- Paul Caiafa, gitarr
- Arthur Googy, trummor